# 黄群藻目
黄群藻目（学名：Synurales）为金藻纲的一个目。

## 下级分类
本目包括以下科：
- 鱼鳞藻科 Mallomonadaceae
- Neotessellaceae
- 黄群藻科 Synuraceae
- Synuridae